# Bobsleigh aux Jeux olympiques de 2018 - Bob à deux femmes
Navigation
Sotchi 2014 Pékin 2022
L'épreuve de bobsleigh à deux féminin des Jeux olympiques d'hiver de 2018 a lieu les 20 et 21 février 2018 après les 6 entraînements officiels du 17 au 19 février. Il s'agit de la cinquième apparition de cette épreuve aux Jeux olympiques d'hiver.

## Médaillés
| Or                                      | Argent                                      | Bronze                                   |
| Allemagne Mariama Jamanka Lisa Buckwitz | États-Unis Elana Meyers Taylor Lauren Gibbs | Canada Kaillie Humphries Phylicia George |

## Équipes qualifiées
À la suite des qualifications entre octobre 2017 et janvier 2018, 20 équipes de nations participent au épreuves.
Les équipes sont réparties ainsi :
- 3 équipes pour l'Allemagne, le Canada, soit 6 équipes au total,
- 2 équipes pour les États-Unis, l'Autriche, les athlètes olympiques de Russie, et la Belgique, soit 8 équipes au total,
- 1 équipe pour la Suisse, la Grande-Bretagne, la Jamaïque, la Roumanie, la Corée du Sud et le Nigeria, soit 6 équipes au total.

La Corée du Sud est automatiquement qualifiée en tant que pays hôte. L’Australie est qualifiée en tant que représentant continental pour l'Océanie ; leur place a été attribuée à la Roumanie. Le Nigeria est qualifié pour représenter le continent africain,.

## Résultats
| Rang                                | Dossard | Pays            | Athlètes                                  | Course 1 | Course 2 | Course 3 | Course 4 | Total         | Retard  |
| ----------------------------------- | ------- | --------------- | ----------------------------------------- | -------- | -------- | -------- | -------- | ------------- | ------- |
| Médaille d'or, Jeux olympiques      | 6       | Allemagne       | Mariama Jamanka Lisa Buckwitz             | 50 s 54  | 50 s 72  | 50 s 49  | 50 s 70  | 3 min 22 s 45 | -       |
| Médaille d'argent, Jeux olympiques  | 5       | États-Unis      | Elana Meyers Taylor Lauren Gibbs          | 50 s 52  | 50 s 81  | 50 s 46  | 50 s 73  | 3 min 22 s 52 | +0 s 07 |
| Médaille de bronze, Jeux olympiques | 4       | Canada          | Kaillie Humphries Phylicia George         | 50 s 72  | 50 s 88  | 50 s 52  | 50 s 77  | 3 min 22 s 89 | +0 s 44 |
| 4                                   | 8       | Allemagne       | Stephanie Schneider Annika Drazek         | 50 s 63  | 50 s 93  | 50 s 71  | 50 s 70  | 3 min 22 s 97 | +0 s 52 |
| 5                                   | 7       | États-Unis      | Jamie Greubel Poser Aja Evans             | 50 s 59  | 50 s 99  | 50 s 59  | 50 s 85  | 3 min 23 s 02 | +0 s 57 |
| 6                                   | 9       | Canada          | Alysia Rissling Heather Moyse             | 50 s 81  | 50 s 95  | 50 s 83  | 51 s 04  | 3 min 23 s 63 | +1 s 18 |
| 7                                   | 13      | Canada          | Christine De Bruin Melissa Lotholz        | 50 s 94  | 50 s 91  | 50 s 75  | 51 s 29  | 3 min 23 s 89 | +1 s 44 |
| 8                                   | 17      | Grande-Bretagne | Mica Mcneill Mica Moore                   | 50 s 77  | 50 s 95  | 51 s 16  | 51 s 19  | 3 min 24 s 07 | +1 s 62 |
| 9                                   | 12      | Suisse          | Sabina Hafner Rahel Rebsamen              | 50 s 86  | 51 s 16  | 51 s 07  | 51 s 21  | 3 min 24 s 30 | +1 s 85 |
| 10                                  | 14      | Autriche        | Christina Hengster Valerie Kleiser        | 51 s 23  | 51 s 04  | 51 s 00  | 51 s 24  | 3 min 24 s 51 | +2 s 06 |
| 11                                  | 15      | Belgique        | Elfje Willemsen Sara Aerts                | 51 s 03  | 51 s 27  | 51 s 10  | 51 s 21  | 3 min 24 s 61 | +2 s 16 |
| 12                                  | 20      | Belgique        | An Vannieuwenhuyse Sophie Vercruyssen     | 51 s 24  | 51 s 28  | 51 s 53  | 51 s 20  | 3 min 25 s 25 | +2 s 80 |
| 13                                  | 10      | Allemagne       | Anna Koehler Erline Nolte                 | 51 s 21  | 51 s 20  | 51 s 46  | 51 s 41  | 3 min 25 s 28 | +2 s 83 |
| 14                                  | 1       | Corée du Sud    | Yooran Kim Minseong Kim                   | 51 s 24  | 51 s 20  | 51 s 32  | 51 s 55  | 3 min 25 s 31 | +2 s 86 |
| 15                                  | 19      | Roumanie        | Maria Adela Constantin Andreea Grecu      | 51 s 17  | 51 s 40  | 51 s 39  | 51 s 57  | 3 min 25 s 53 | +3 s 08 |
| 16                                  | 3       | Russie (OAR)    | Aleksandra Rodionova Yulia Belomestnykh   | 51 s 29  | 51 s 47  | 51 s 41  | 51 s 55  | 3 min 25 s 72 | +3 s 27 |
| 17                                  | 16      | Autriche        | Katrin Beierl Victoria Hahn               | 51 s 49  | 51 s 41  | 51 s 51  | 51 s 43  | 3 min 25 s 84 | +3 s 39 |
| 18                                  | 18      | Jamaïque        | Jazmine Fenlator-Victorian Carrie Russell | 51 s 29  | 51 s 50  | 51 s 83  | 51 s 32  | 3 min 25 s 94 | +3 s 49 |
| 19                                  | 2       | Nigeria         | Seun Adigun Akuoma Omeoga                 | 52 s 21  | 52 s 55  | 52 s 31  | 52 s 53  | 3 min 29 s 60 | +7 s 15 |
| 20                                  | 11      | Russie (OAR)    | Nadezhda Sergeeva Anastasia Kocherzhova   | 51 s 01  | DQB      |          |          |               |         |

DQB - Disqualification pour comportement antisportif